# The Greenbrier Companies
The Greenbrier Companies ist ein US-amerikanischer Hersteller von Güterwagen. Greenbrier besitzt vier Produktionswerke in Nordamerika, davon eines in Portland (Oregon) und drei in Mexiko (Monclova, Ciudad Sahagún und Tlaxcala). Der europäische Markt wird unter anderem von der polnischen Tochtergesellschaft Wagony Świdnica aus Schweidnitz (Świdnica) beliefert.
Zusammen mit Watco Companies betreibt Greenbrier den Reparaturbetrieb GBW Railcar Services als Joint Venture. Das Unternehmen verleast außerdem eine Flotte von mehreren 10.000 Waggons.

## Geschichte
Greenbrier geht auf die Gunderson Corporation zurück. Diese wurde 1919 als Wire Wheel Sales and Service gegründet. Das Unternehmen benannte sich später in Gunderson Brothers Engineering Corporation um und baute unter anderem Stahlskelette und Sägewerke. Später wurden auch Autotransporter hergestellt. Während des Zweiten Weltkriegs baute Gunderson Rettungs- und Landungsboote sowie Anhänger für die US Navy. Nach dem Zweiten Weltkrieg entwickelte sich Gunderson zu einer Werft für größere Schiffe. Gunderson baute z. B. das Forschungsschiff FLoating Instrument Platform (RP FLIP). 1958 wurden erstmals Rahmen für Eisenbahnwagen geschweißt. In den nächsten Jahren kamen auch Güterwagen dazu.
1965 verkauften die Gunderson-Brüder ihr Unternehmen an die FMC Corporation. Dort erhielt der Standort 1973 die Bezeichnung Marine and Rail Equipment Division (MRED). Im Jahr 1979 wurden 6.027 Güterwagen hergestellt. Danach sanken die Produktionszahlen auf einen Tiefstand.
1981 kaufte James Furman die Greenbrier Leasing Corporation, welche 1985 den vormaligen Gunderson-Standort von der FMC Corporation übernahm. 1986 begann die Fertigung von Twin-Stack Doppelstock-Containertragwagen. Diese wurden zu Greenbriers wichtigstem Produkt mit einer Jahresproduktion von etwa 3.000 Stück im Jahr 1990. Bei ihnen ist Greenbrier heute Marktführer.
Im März 1995 kaufte Greenbrier das Werk der früheren kanadischen Wagenbauanstalt Eastern Car Company in Trenton bei New Glasgow. Im November 2005 kündigte das Unternehmen an, dass es aufgrund der höheren Kosten in Kanada die Aufträge auf seine Werke in den USA und Mexiko konzentrieren werde. Ende 2005 wurden 300 Mitarbeiter entlassen und nur noch in einer Schicht produziert. Am 4. Mai 2007 wurde das kanadische Werk komplett geschlossen.
2015 vereinbarten die Greenbrier-Tochter Wagony Świdnica und PKP Cargo eine gemeinsame Fertigungslinie für Güterwagen im PKP-Reparaturwerk in Stettin zu eröffnen.
2019 erwarb Greenbrier die beiden Produktionsstätten der American Railcar Industries.

## Greenbrier in Europa
2018 erwirtschaftete Greenbrier in Europa 136,8 Mio. US-Dollar Umsatz, Produktionsstandorte befanden sich in den rumänischen Orten Arad, Caracal und Drobeta Turnu Severin, sowie im polnischen Świdnica.